# Malr1ne
Станислав Поторак (род. 17 сентября 2004, Можайск, Московская область) — российский киберспортсмен по Dota 2, более известный как Malr1ne. В настоящее время выступает за Team Falcons на позиции мидера.

## Карьера

### Начало карьеры
На киберспортивную Malr1ne попал с миксом Creepwave. Помимо Станислава в нём играли Дмитрий «Fishman» Полищук, его нынешний тиммейт — Аммар «AMMAR_THE_F» Аль-Ассаф, Ремко «Crystallis» Аретс и Александр «Alexxo» Диклич. Команда почти прошла в первый дивизион Европы во время DPC-лиг, но проиграла в переигровках, и команда распалась.
В своей следующей команде Fantastic Five Поторак занял первую строчку турнирной таблицы на META’21 Open и принял участие во втором дивизионе региональной DPC-лиги, где занял седьмое место.

### Nemiga Gaming
28 мая 2022 года киберспортивная организация Nemiga Gaming анонсировала новый состав, где Станислав встал на роль мидера. Под новым тегом Поторак занял второе место на DPC 2021/2022: Season 3 — Восточная Европа: Дивизион II, взял бронзу на Xmas Show, не смог пройти отборочные к ESL One Malaysia 2022 и The International 2022.
В 2023 году Nemiga достигла первой строчки турнирной таблицы на DPC EEU 2023 Tour 2: Дивизион II. Затем команда выступила на Pinnacle Cup: Malta Vibes #2, где завоевала чемпионский титул и заработала 24 000 $ — эта победа осталась крупнейшей у Станислава с Nemiga. В Nemiga Gaming Станислав играл до истечения контракта.

### Team Falcons
11 ноября 2023 года организация Team Falcons анонсировала свой первый состав по Dota 2, в него вошли чемпионы The International 2022 — skiter и Sneyking, а также ATF, Cr1t- и Malr1ne. Начиная с 2024 года, команда стала выигрывать крупные турниры. 16 февраля Станислав с Team Falcons выиграл BetBoom Dacha Dubai 2024 с призовыми 400 000 $, по итогам которого Станислава признали самым ценным игроком турнира (MVP). Выступление Поторака также похвалил тиммейт, чемпион The International 2022 Оливер «skiter» Лепко: «Это его второй большой турнир, а он уже играет как опытный ветеран». Весной команда выиграла DreamLeague Season 22, ESL One Birmingham 2024, DreamLeague Season 23, заработав 300 000 $ за каждую победу. 
Был номинирован российским Forbes в ежегодном рейтинге «З0 до 30».
Malr1ne не смог принять участие в мейджоре PGL Major Wallachia 2024 из-за визовых проблем — его заменил бывший тиммейт skiter’a и Sneyking’a — Леон «Nine» Кирилин.
На The International 2024, Станислав со своей командой занял 4 место, выбыв в полуфинале нижней сетки от Tundra Esports. Организация заработала 166 563 $.